# Apomys littoralis
Apomys littoralis е вид бозайник от семейство Мишкови (Muridae).

## Разпространение
Видът е разпространен във Филипини.